# Кван Пум Джан
Кван Пум Джан (англ. Kwan Poomjang, род. 2 января (по другим данным, 11 июля) 1978 года) — профессиональный тайский снукерист; также на высоком уровне играет в пул.

## Карьера
В 1995 году стал финалистом чемпионата мира среди игроков до 21 года. В 1997-м выиграл золотую медаль на турнире SEA Games, а в 1998 принял участие в Азиатских играх (Пул-8). Стал профессионалом и попал в мэйн-тур в 2001 году, хотя ещё до этого регулярно получал уайлд-кард на «домашний» профессиональный турнир Thailand Open. Лучшим результатом в снукере для Пум Джана остаётся 1/16 финала чемпионата Великобритании 2002 года. Наивысший рейтинг он занимал в сезоне 2004/05 — 69-й, хотя за некоторое время до этого в однолетнем рейтинге Кван был 58-й. Лучший брейк — 141 очко — он сделал в 2002 году на турнире WSA Open Tour.